# Goldegg im Pongau
Goldegg im Pongau é um município da Áustria, situado no distrito de St. Johann im Pongau, no estado de Salzburgo. Tem 33,07 km² de área e sua população em 2019 foi estimada em 2.554 habitantes.